# Marty Mann
Marty Mann (15 de outubro de 1904 — 22 de julho de 1980) foi uma das primeiras mulheres membros do grupo Alcoólicos Anônimos (A.A.) e autora do capítulo "Women Suffer Too" ("As Mulheres Também Sofrem") na segunda à quarta edições do Grande Livro da A.A. Em parte por causa do trabalho de sua vida, o alcoolismo passou a ser visto como menos uma questão moral e mais uma questão de saúde.
É um erro comum dizer que Marty Mann tenha sido a primeira mulher da A.A. A primeira mulher a procurar ajuda dos Alcoólicos Anônimos foi "Lil", que recaiu e mais tarde ficou sóbria fora da A.A. e a primeira mulher que alcançou algum grau de sobriedade (embora mais tarde tenha recaído) foi Florence R., autora do capítulo "Uma Vitória Feminina", na primeira edição do livro Alcoólicos Anônimos. Mann foi, no entanto, a primeira membra lésbica da Alcoólicos Anônimos em uma época em que gays e lésbicas não eram aceitas pela sociedade.

## Contexto
Marty Mann veio de uma família de classe média alta em Chicago. Frequentou escolas particulares, viajou bastante e foi estreante. O círculo social em que ela se mudou era de vida rápida e Mann era conhecido por sua capacidade de beber sem efeito aparente (geralmente um sinal de alcoolismo). Ela se casou com uma rica família de Nova Orleans; quando, aos vinte e poucos anos, devido a reveses financeiros, teve que ir trabalhar, suas conexões sociais e familiares facilitaram o início de uma carreira em relações públicas.
A bebida de Mann, no entanto, cresceu a ponto de colocar em risco não apenas seus negócios, mas sua vida, incluindo pelo menos uma tentativa de suicídio. Em 1939, seu psiquiatra, Dr. Harry Tiebout, entregou-lhe um manuscrito do livro Alcoólicos Anônimos e a convenceu a participar de sua primeira reunião de AA (na época havia apenas dois grupos de AA em todo o Estados Unidos). Apesar de várias recaídas durante seu primeiro ano e meio, Mann conseguiu ficar sóbria em 1940 e, além de uma breve recaída quase 20 anos depois, permaneceu assim pelo resto de sua vida.
O pai de Mann, que já foi um executivo de topo na mais prestigiada loja de departamentos do centro de Chicago, morreu de alcoolismo.

## Incentivar uma mudança no ponto de vista
Em 1945, Mann se inspirou com o desejo de eliminar o estigma e a ignorância em relação ao alcoolismo e incentivar o "modelo de doença" que o via como um problema médico/psicológico, não como uma falha moral. Ela ajudou a iniciar a Escola de Estudos sobre Álcool de Yale (agora em Rutgers) e organizou o Comitê Nacional de Educação sobre Alcoolismo (NCEA), agora Conselho Nacional de Alcoolismo e Dependência de Drogas (NCADD).
Ela acreditava que o alcoolismo ocorre na família e que a educação da doença era essencial.
Três ideias formaram a base de sua mensagem:
1. O alcoolismo é uma doença e o alcoólatra é uma pessoa doente.
2. O alcoólatra pode ser ajudado e vale a pena ajudar.
3. O alcoolismo é um problema de saúde pública e, portanto, uma responsabilidade pública.[3]

Marty Mann e R. Brinkley Smithers financiaram o estudo inicial de 1946 do Dr. E. Morton (Bunky) Jellinek sobre Alcoolismo. O estudo do Dr. Jellinek foi baseado em um estudo restrito e seletivo de um grupo escolhido a dedo de membros de Alcoólicos Anônimos (AA) que haviam retornado um questionário de autorrelato.
Nos anos 50, Edward R. Murrow a incluiu em sua lista dos 10 maiores americanos vivos. Seu livro New Primer on Alcoholism foi publicado em 1958.

## Legado
Marty Mann foi fundamental na fundação de High Watch Farm, primeiro centro de recuperação do mundo fundada sobre os princípios de Alcoólicos Anônimos.
Em 1980, Marty Mann sofreu um derrame em casa e morreu pouco depois. Muitas histórias de Alcoólicos Anônimos fazem apenas menção passageira a Mann, talvez porque a NCEA não tenha um relacionamento formal com AA. No entanto, a admissão pública de Mann de seu próprio alcoolismo, sua experiência bem-sucedida com AA e seu incentivo a outros — especialmente mulheres — para obter ajuda contribuíram substancialmente para o crescimento de AA.